# Graniczna Placówka Kontrolna Krajnik Dolny
Graniczna Placówka Kontrolna Krajnik Dolny – zlikwidowany pododdział Wojsk Ochrony Pogranicza wykonujący kontrolę graniczną osób, towarów i środków transportu bezpośrednio w przejściu granicznym na granicy z Niemiecką Republiką Demokratyczną.
Graniczna Placówka Kontrolna Straży Granicznej w Krajniku Dolnym – zlikwidowana graniczna jednostka organizacyjna Straży Granicznej wykonująca kontrolę graniczną osób, towarów i środków transportu bezpośrednio w przejściu granicznym na granicy z Republiką Federalną Niemiec.

## Formowanie i zmiany organizacyjne
Graniczna Placówka Kontrolna Krajnik Dolny została sformowana w 1972 w strukturach 12 Pomorskiej Brygady WOP. W 1976 zniesiona została numeracja brygad WOP. Wówczas to zarządzeniem DWOP z 17 lutego 1976 i 25 lipca 1976 przyjęto tylko nazwę „regionalną” Pomorska Brygada WOP. GPK Krajnik Dolny podlegała bezpośrednio pod sztab Pomorskiej Brygady WOP w Szczecinie i tak funkcjonowała do 15 maja 1991.
Straż Graniczna:
Po rozwiązaniu Wojsk Ochrony Pogranicza, od 16 maja 1991 ochronę granicy państwowej przejęła nowo sformowana Straż Graniczna. Graniczna Placówka Kontrolna w Krajniku Dolnym weszła w podporządkowanie Pomorskiego Oddziału Straży Granicznej i przyjęła nazwę Graniczna Placówka Kontrolna Straży Granicznej w Krajniku Dolnym (GPK SG w Krajniku Dolnym}.
W 2000 począwszy od Komendy Głównej SG, Oddziałów SG i na końcu strażnic SG oraz GPK SG, rozpoczęła się reorganizacja struktur Straży Granicznej związana z przygotowaniem Polski do wstąpienia do Unii Europejskiej i przystąpieniem do Traktatu z Schengen. Podczas restrukturyzacji wprowadzono kompleksową ochronę granicy już na najniższym szczeblu organizacyjnym, tj. strażnica i graniczna placówka kontrolna. Wprowadzona całościowa ochrona granicy zniosła podział na graniczne jednostki organizacyjne ochraniające tylko tzw. „zieloną granicę” i prowadzące tylko kontrole ruchu granicznego. W wyniku tego, 2 stycznia 2003 roku nastąpiło zniesie strażnicy SG w Chojnie, a ochraniany odcinek granicy wraz z obsadą etatową, przejęła Graniczna Placówka Kontrolna SG w Krajniku Dolnym
Jako Graniczna Placówka Kontrolna Straży Granicznej w Krajniku Dolnym funkcjonowała do 23 sierpnia 2005 i 24 sierpnia 2005, Ustawą z 22 kwietnia 2005 roku O zmianie ustawy o Straży Granicznej..., została przekształcona na Placówkę Straży Granicznej w Krajniku Dolnym (PSG w Krajniku Dolnym) w strukturach Pomorskiego Oddziału Straży Granicznej.

## Ochrona granicy
- 1972 – 18 lutego przedstawiciele organów granicznych i celnych PRL i NRD podpisali protokół o wprowadzeniu wspólnej kontroli granicznej i celnej na przejściach granicznych: Słubice-Frankfurt, Gubin-Wilhelm Pieck-Stad Guben. Postanowienia o wspólnej kontroli granicznej rozciągnięto później na pozostałe przejścia na granicy zachodniej[6].
- 1972 – 25 kwietnia zarządzeniem dowódcy WOP opartym na ustaleniach polsko-enerdowskich dowódcy zachodnich brygad WOP otrzymali polecenie zorganizowania wspólnej z organami NRD kontroli granicznej ruchu rzecznego w miejscowościach Eisenhüttenstadt, Frankfurt nad Odrą, Hohensalten, Widuchowa, Gartz, Gryfino i Mescherin. Organy graniczne sprawowały tam kontrolę ruchu towarowego i pasażerskiego jaki odbywał się między Polską a Niemiecką Republiką Demokratyczną. Wspólną kontrolą objęty został także ruch turystyczny w miejscowościach: Miłów, Kostrzyn, Widuchowa i Gryfino. Poza wspólną kontrolą pozostały jedynie statki towarowe i pasażerskie płynące Odrą w ruchu wewnętrznym każdego państwa[6].

Straż Graniczna:
2 stycznia 2003 GPK SG w Krajniku Dolnym przejęła pod ochronę odcinek granicy państwowej, po rozformowanej strażnicy SG w Chojnie.

### Podległe przejścia graniczne
Stan z 1972
- Krajnik Dolny (drogowe)
- Widuchowa (rzeczne)

Straż Graniczna:
Stan z 1997
- Krajnik Dolny-Schwedt (drogowe)[8]
- Widuchowa-Gartz (rzeczne)[8]
- Gryfino-Mescherin (rzeczne)[8]
- Gryfino-Mescherin (drogowe) – od 2 stycznia 1996[8].

## Wydarzenia
- 13 grudnia 1981–22 lipca 1983 – (stan wojenny w Polsce), po wprowadzeniu ograniczeń w ruchu granicznym część niewykorzystanej kadry GPK przerzucono do strażnic w celu wspomożenia bezpośredniej ochrony granicy. W stan gotowości były postawione pododdziały odwodowe. Wzmocniono kontrolę ruchu jednostek pływających[9].

## Sąsiednie graniczne jednostki organizacyjne
- GPK SG w Osinowie Dolnym[10] ⇔ Strażnica SG w Gryfinie – 2.01.2003[5]

## Komendanci/dowódcy granicznej placówki kontrolnej

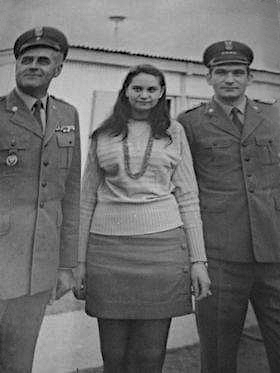
Załoga GPK Krajnik Dolny. Od lewej: 1. mjr Sylwester Achtelik (d-ca GPK), 2. Bogumiła Kozłowska (pracownik cywilny GPK), 3. kpt. Zygmunt Ostrowski (1974)

- mjr/ppłk Sylwester Achtielik (4.01.1974[c]–15.08.1981)[11]
- kpt. Zygmunt Ostrowski
- Ryszard Stefaniak (1.10.1982[d]–30.11.1984)[12]

Komendanci GPK SG:
- Kazimierz Wakuluk (26.04.1991–31.05.1997)
- Jerzy Urbański (1.06.1997–9.03.1999)
- Andrzej Lewandowski (4.05.1999–22.08.2001)
- Jan Dzięcioł (23.08.2001–23.08.2005) – do przekształcenia.